# Amastus ockendeni
Amastus ockendeni là một loài bướm đêm thuộc phân họ Arctiinae, họ Erebidae.